# 1676
1676 (MDCLXXVI) fue un año bisiesto comenzado en miércoles, según el calendario gregoriano.

## Acontecimientos
- 29 de enero: Teodoro III de Rusia se convierte en Zar.
- 29 de junio: comienzo de la guerra entre Suecia y Dinamarca donde Suecia será aliada del rey francés Luis XIV.
- 2 de agosto-4 de octubre: en Roma, tiene lugar el cónclave para elegir un nuevo pontífice tras la muerte del papa Clemente X.
- 4 de octubre: en Roma, el cardenal Odescalchi es elegido papa con el nombre de Inocencio XI.

## Arte y literatura
- Christopher Wren empieza la Catedral de San Pablo (Londres).

## Ciencia y tecnología
- Gottfried Leibniz desarrolla el cálculo infinitesimal.
- Ole Rømer mide la velocidad de la luz observando las lunas de Júpiter.
- Anton van Leeuwenhoek descubre las bacterias .
- Edme Mariotte formula la ley de compresibilidad de los gases en su tratado De la naturaleza del aire.

## Nacimientos
- 17 de abril: Federico I, rey de Suecia (1720-1751).
- 17 de julio: César Chesneau Dumarsais, gramático y filósofo francés (f. 1756)
- 8 de octubre: Fray Benito Jerónimo Feijoo, ensayista español.

## Fallecimientos
- 22 de julio: Clemente X, papa italiano.
- 28 de agosto: Juan Cererols, compositor español del barroco (n. 1618)
- 9 de septiembre: Paul de Chomedey, explorador francés, fundador de Montreal (n. 1612).